# Будинок Празького банку (Львів)

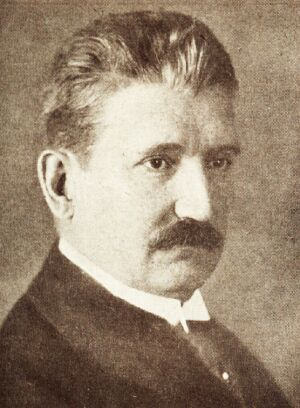
Матей Блеха

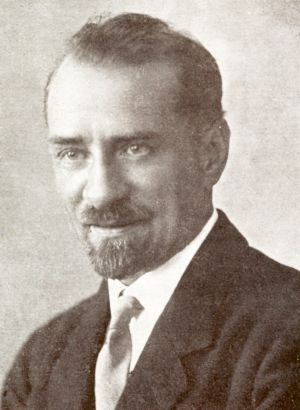
Емануель Кодет

Будинок Празького банку — пам'ятка архітектури місцевого значення Львова, розташована на розі проспекту Свободи та вулиці Гнатюка, напроти будинку Галицької ощадної каси. Охоронний номер 580.
49°50′29″ пн. ш. 24°01′37″ сх. д. / 49.841422° пн. ш. 24.026891° сх. д.

## Причини будівництва
На початку ХХ століття Львів був найбільшим адміністративним, промисловим та економічним центром Галичини. Високорозвинутими були галузі металообробки, легкої промисловості, а також хімічна, харчова, електрична, нафтова, лісозаготівельна та будівельна. Стрімкий розвиток сприяв росту капіталу та збільшенню грошового обігу. Прибуток від видобування нафти й лісозаготівлі значно зростав, відтак для подальшого розширення та розвитку цих галузей, збільшення штату працівників тощо, потребувалося дедалі більше кредитних коштів.
На Галичині діяло чимало банків, що мали різне призначення, наприклад, Галицька ощадна каса, Національний банк Королівства Галіції та Лодомерії, Федеральний акційний банк та ін. Одним із відомих банків, що спричинився до підтримки галицької промисловості, був Празький кредитний банк.
Історія цього банку сягає другої половини ХІХ століття. 3 березня 1870 року в чеському місті Колін було засновано Кредитний банк з акціонерним капіталом 200 000 золотих. На загальних зборах цієї провінційної фінансової установи було вирішено створити філію у Празі. У 1899 банк став Празьким кредитним (ПКБ). 12 вересня 1906 року розпочала свою діяльність третя за ліком філія банку у Львові. У 1912 році банк мав представництва в таких містах Австо-Угорщини, як Колін (Чехія), Оломоуць (Моравія), Броди та Львів (Галичина), Белград (Сербія). Згодом засновано відділення у Софії (Болгарія).
Вважається, що до відкриття представництв у Бродах і Львові чеських банкірів підштовхнуло те, що починали вони з обслуговування акційних товариств з видобутку нафти в Коліні. Празький кредитний банк сприяв не лише розвитку нафтовидобування: його керівництво заснувало акційну спілку «Галицьке Гірниче Товариство Акційне у Львові». Окрім цього, банк кредитував доставку дерева для будівництва державних доріг у Галичині, фондував експлуатацію лісів. Чимала підтримка надавалася галицьким будівничим фірмам та фабрикам, які займалися виготовленням цегли.

## Архітектура
Проект будівлі львівських архітекторів Владислава Дердацького та Вітольда Мінкевича посів перше місце серед 16 претендентів на конкурсі 1911 року. Під час реалізації проект перероблено чеським архітектором Матеєм Блехою. Того ж року львівський архітектор Збіґнєв Брохвіч-Левинський у журналі Czasopismo Techniczne розкритикував переробку первинного проекту.
Монументальна споруда у забудові центрального проспекту міста, розташована на розі сучасних проспекту Свободи та вул. Гнатюка (тоді — ріг вулиць Кароля Людвіка і Ягеллонської), разом із розташованим навпроти давнім будинком Галицької ощадної каси, творить один з найпомітніших акцентів південно-західної ділянки львівського «ringstrasse».

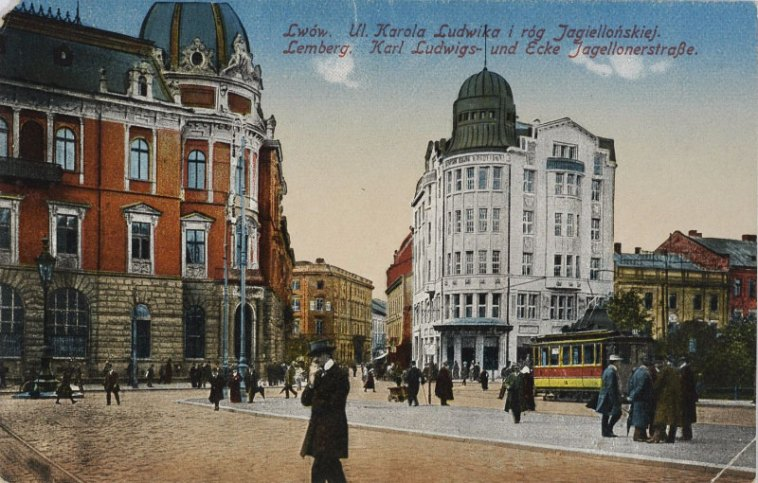
На поштівці 1916 р.

Будинок споруджений 1912 року Матеєм Блєхою в стилі празького, або раціонального модерну (пізня сецесія). Цегляний, тинькований, зведений з використанням залізобетонних конструкцій, п'ятиповерховий, з високим дахом, у плані — Г-подібний.
У композиції фасаду переважають вертикальні ритми. Домінантою екстер'єру є наріжний еркер над дашком вхідного порталу, з надбудованою над ним експресивною формою високого купола. По боках від наріжника компонуються два менші еркери. Фасади увінчано причілками і декоровано барельєфами скульптора Емануеля Кодета. Вікна видовжені, прямокутні.
|  | На досить високому рівні були виконані в 1912 році сецесійні скульптури Чеського банку у Львові […] Їх автором був відомий чеський митець Емануель Кодет (1880–1955), запрошений архітектором будинку, також чехом Матєєм Блехою. Зовнішній скульптурний декор (постаті Меркурія і Деметри, барельєфи із зображеннями танцюючих дівчат і тварин) у метафоричній формі виражає функцію споруди; розташування скульптур обумовлене членуваннями фасаду. |

Будівлю увінчує високий шоломоподібний купол, що попри своє утилітарне значення виконує функцію декорації. Водночас будівництво куполу вважають першими кроками до стилю ар-деко.
Загальна площа приміщень банку складає 1996 м². Внутрішнє планування коридорно-зального типу. Основним компонентом у комплексі інтер'єрів є операційний зал з вестибюлем, розміщений у наріжній частині будинку на першому поверсі; в приміщеннях збереглися вітражі, мальовані супрапорти, меблі періоду спорудження будівлі, пневмопошта.

## Власники
За весь час свого існування, за будь-яких урядів, будівля функціонувала як банк.
До 1921 року тут містилася філія Празького кредитного банку.
У 1932—1939 роки — Загальний акціонерний банк.
У радянські часи тут попервах містилася міжобласна контора Промбанку, а також відділення Сільгоспбанку
Згодом будова належала спадкоємцям Промбанку: Будбанку СРСР та Промінвестбанку України.
З 2014 року Промінвестбанк припинив свою діяльність у цьому будинку, і він тривалий час залишався порожнім. 9 вересня 2019 року об'єкт нерухомості продали Акціонерному товариству «Закритий недиверсифікований венчурний корпоративний інвестиційний фонд „Лоудстар“», контрольний пакет акцій якого у власності ТзОВ «Компанія управління активами „Крістал Ессет Менеджмент“». Сума угоди не розкривається, однак оферта продавця становила 125 млн грн ($ 2500/м²).
2020 року розпочаті роботи з облаштування будівлі колишнього «Промінвестбанку» під бізнесовий центр з офісними приміщеннями. Він матиме назву «Банк Бізнесу» і вже на початку вересня планується відкриття для відвідувачів. У будівлі працюватиме трирівневий ресторан, в інтер'єрі якого залишаться старі меблі, банківські комірки та сейфи.